# Santiago Naveda
Santiago Naveda (Mexikóváros, 2001. április 16. –) mexikói korosztályos válogatott labdarúgó, a Club América középpályása.

## Pályafutása

### Klubcsapatokban
Naveda a mexikói fővárosban, Mexikóvárosban született. Az ifjúsági pályafutását a helyi La Herradura csapatában kezdte, majd 2013-ban a Club América akadémiájánál folytatta.
2021-ben mutatkozott be a Club América első osztályban szereplő felnőtt keretében. Először a 2021. január 10-ei, Atlético San Luis ellen 2–1-re megnyert mérkőzés 86. percében, Richard Sánchez cseréjeként lépett pályára. Első gólját 2021. február 14-én, a Querétaro ellen 2–1-es győzelemmel zárult találkozón szerezte meg. A 2022–23-as szezonban a lengyel Miedź Legnica csapatát erősítette kölcsönben. 2022. augusztus 12-én, a Zagłębie Lubin ellen 1–0-ra elvesztett bajnokin debütált.

### A válogatottban
Naveda az U18-as és az U21-es korosztályú válogatottakban is képviselte Mexikót.

## Statisztikák
2023. május 27. szerint
| Klub                       | Szezon   | Osztály     | Bajnokság | Bajnokság | Kupa és Ligakupa | Kupa és Ligakupa | Nemzetközi | Nemzetközi | Összesen | Összesen |
| Klub                       | Szezon   | Osztály     | Meccs     | Gól       | Meccs            | Gól              | Meccs      | Gól        | Meccs    | Gól      |
| -------------------------- | -------- | ----------- | --------- | --------- | ---------------- | ---------------- | ---------- | ---------- | -------- | -------- |
| Club América               | 2020–21  | Liga MX     | 19        | 1         | 2                | 0                | 2          | 0          | 23       | 1        |
| Club América               | 2021–22  | Liga MX     | 9         | 0         | 0                | 0                | 2          | 0          | 11       | 0        |
| Club América               | Összesen | Összesen    | 28        | 1         | 2                | 0                | 4          | 0          | 34       | 1        |
| Miedź Legnica (kölcsönben) | 2022–23  | Ekstraklasa | 17        | 1         | 1                | 0                | —          | —          | 18       | 1        |
| Összesen                   | Összesen | Összesen    | 45        | 2         | 3                | 0                | 4          | 0          | 52       | 2        |